# Maciej Płażyński
Maciej Płażyński, né le 10 février 1958 à Młynary (Pologne) et mort le 10 avril 2010 lors du crash de l'avion présidentiel polonais à Smolensk, est un homme politique polonais.

## Biographie
Il est un des cofondateurs de Solidarność à Gdańsk en 1980. D'août 1990 à juillet 1996, il occupe les fonctions de voïvode de Gdańsk. 
Il est président de la Diète (Chambre basse du parlement) de 1997 à 2001. Eryk Mistewicz, spin doctor franco-polonais est son conseiller en communication. 
Le 24 janvier 2001, il participe à la création de la Plate-forme civique avec Donald Tusk et Andrzej Olechowski (alors surnommés les trois ténors de la politique polonaise). 
Maciej Płażyński s'éloigne de la Plate-forme civique à partir de 2004. Il est élu, comme candidat indépendant, sénateur en 2005 (il devient vice-président du Sénat) et député non inscrit en 2007 (avec le soutien du PiS (Prawo i Sprawiedliwość) des frères Lech et Jarosław Kaczyński).
Il avait laissé entendre avant son décès qu'il serait candidat à l'élection présidentielle prévue en 2010.